# Chrysopa buehleri
Chrysopa buehleri is een insect uit de familie van de gaasvliegen (Chrysopidae), die tot de orde netvleugeligen (Neuroptera) behoort. 
Chrysopa buehleri is voor het eerst wetenschappelijk beschreven door Handschin in 1936.